# عبد العزيز الحميدان
عبد العزيز عبد الله الحميدان مواليد 12 أكتوبر 2000 في ، السعودية، هو لاعب كرة قدم سعودي لعب سابقاً في نادي النجمة.